# Liste der Länderspiele der kamerunischen Futsalnationalmannschaft
Die nachfolgende Liste enthält alle Länderspiele der kamerunischen Futsalnationalmannschaft der Männer, die der Fußballverband von Kamerun, die Fédération camerounaise de football (FÉCAFOOT), im Jahr 2007 gegründet hat. Futsal ist die einzige von der FIFA anerkannte Variante des Hallenfußballs. Bisher wurden zwölf Länderspiele ausgetragen, von denen jedoch eins von der FIFA nicht anerkannt wird.

## Länderspielübersicht
Legende
- Erg. = Ergebnis
- n. V. = nach Verlängerung
- i. S. = im Sechsmeterschießen
- abg. = Spielabbruch
- H = Heimspiel
- A = Auswärtsspiel
- * = Spiel auf neutralem Platz
- Hintergrundfarbe grün = Sieg
- Hintergrundfarbe gelb = Unentschieden
- Hintergrundfarbe rot = Niederlage

| Nr.                    | Datum      | Erg. | Gegner    |   | Austragungsort                        | Anlass                                  | Bemerkungen |
| ---------------------- | ---------- | ---- | --------- | - | ------------------------------------- | --------------------------------------- | --- |
| 1                      | 22.03.2008 | 3:3  | Nigeria   | * | Tripolis (LBY)                        | Afrikameisterschaft 2008- Endrunde      | Erstes Spiel auf neutralem Platz Erstes Unentschieden Erstes Unentschieden auf neutralem Platz Höchstes Unentschieden Höchstes Unentschieden auf neutralem Platz Erstes Länderspiel gegen Nigeria |
| 2                      | 23.03.2008 | 1:4  | Tunesien  | * | Tripolis (LBY)                        | Afrikameisterschaft 2008- Endrunde      | Erste Niederlage Erste Niederlage auf neutralem Platz Erstes Länderspiel gegen Tunesien |
| 3                      | 24.03.2008 | 1:7  | Libyen    | A | Tripolis (LBY)                        | Afrikameisterschaft 2008- Endrunde      | Erstes Auswärtsspiel Erste Auswärtsniederlage Erstes Länderspiel gegen Libyen |
| 4                      | 25.03.2008 | 1:8  | Marokko   | * | Tripolis (LBY)                        | Afrikameisterschaft 2008- Endrunde      | Erstes Länderspiel gegen Marokko |
| 5                      | 22.02.2010 | 2:6  | Libyen    | A | Tripolis (LBY)                        | Freundschaftsspiel                      | |
| 6                      | 23.02.2010 | 0:3  | Libyen    | A | Tripolis (LBY)                        | Freundschaftsspiel                      | Länderspiel wird von der FIFA nicht anerkannt |
| 7                      | 24.02.2010 | 3:10 | Libyen    | A | Tripolis (LBY)                        | Freundschaftsspiel                      | Höchste Auswärtsniederlage |
| 8                      | 03.03.2010 | 5:12 | Ukraine   | * | Sabha (LBY)                           | Sultat Shaab Futsal Cup 2010            | Höchste Niederlage Höchste Niederlage auf neutralem Platz Erstes Länderspiel gegen die Ukraine |
| 9                      | 04.03.2010 | 1:8  | Libyen    | A | Sabha (LBY)                           | Sultat Shaab Futsal Cup 2010            | |
| 10                     | 05.03.2010 | 1:4  | Jordanien | * | Sabha (LBY)                           | Sultat Shaab Futsal Cup 2010            | Erstes Länderspiel gegen Jordanien |
| 11                     | 06.12.2015 | 3:5  | Angola    | H | Yaoundé, Palais polyvalent des sports | Afrikameisterschaft 2016- Qualifikation | Erstes Heimspiel Erste Heimniederlage Höchste Heimniederlage Erstes Länderspiel gegen Angola |
| 12                     | 13.12.2015 | 1:7  | Angola    | A | Luanda (ANG), Pavilhão da Cidadela    | Afrikameisterschaft 2016- Qualifikation | |
| Stand: 27. August 2018 |            |      |           |   |                                       |                                         | |

## Statistik
In der Statistik werden nur die offiziellen Länderspiele berücksichtigt.
Legende
- Sp. = Spiele
- Sg. = Siege
- Uts. = Unentschieden
- Ndl. = Niederlagen
- Hintergrundfarbe grün = positive Bilanz
- Hintergrundfarbe gelb = ausgeglichene Bilanz
- Hintergrundfarbe rot = negative Bilanz

### Gegner
| Land      | Kontinentalverband | Sp. | Sg. | Uts. | Ndl. | Torverhältnis |
| --------- | ------------------ | --- | --- | ---- | ---- | ------------- |
| Angola    | CAF                | 2   | 0   | 0    | 2    | 04:12         |
| Jordanien | AFC                | 1   | 0   | 0    | 1    | 1:4           |
| Libyen    | CAF                | 5   | 0   | 0    | 5    | 07:34         |
| Marokko   | CAF                | 1   | 0   | 0    | 1    | 1:8           |
| Nigeria   | CAF                | 1   | 0   | 1    | 0    | 3:3           |
| Tunesien  | CAF                | 1   | 0   | 0    | 1    | 1:4           |
| Ukraine   | UEFA               | 1   | 0   | 0    | 1    | 05:12         |
| Gesamt    | Gesamt             | 12  | 0   | 1    | 11   | 22:77         |

### Kontinentalverbände
| Kontinentalverband                 | Sp. | Sg. | Uts. | Ndl. | Torverhältnis |
| ---------------------------------- | --- | --- | ---- | ---- | ------------- |
| AFC (Asien)                        | 1   | 0   | 0    | 1    | 1:4           |
| CAF (Afrika)                       | 10  | 0   | 1    | 9    | 16:61         |
| CONCACAF (Nord- und Mittelamerika) | 0   | 0   | 0    | 0    | 0:0           |
| CONMEBOL (Südamerika)              | 0   | 0   | 0    | 0    | 0:0           |
| OFC (Ozeanien)                     | 0   | 0   | 0    | 0    | 0:0           |
| UEFA (Europa)                      | 1   | 0   | 0    | 1    | 05:12         |
| Gesamt                             | 12  | 0   | 1    | 11   | 22:77         |

### Anlässe
| Anlass                                   | Sp. | Sg. | Uts. | Ndl. | Torverhältnis |
| ---------------------------------------- | --- | --- | ---- | ---- | ------------- |
| Afrikameisterschaft-Endrundenspiele      | 4   | 0   | 1    | 3    | 06:22         |
| Afrikameisterschaft-Qualifikationsspiele | 2   | 0   | 0    | 2    | 04:12         |
| Sultat-Shaab-Futsal-Cup-Spiele           | 3   | 0   | 0    | 3    | 07:24         |
| Freundschaftsspiele                      | 3   | 0   | 0    | 3    | 05:19         |
| Gesamt                                   | 12  | 0   | 1    | 11   | 22:77         |

### Spielarten
| Spielart                       | Sp. | Sg. | Uts. | Ndl. | Torverhältnis |
| ------------------------------ | --- | --- | ---- | ---- | ------------- |
| Heimspiele (H)                 | 1   | 0   | 0    | 1    | 3:5           |
| Spiele auf neutralem Platz (*) | 5   | 0   | 1    | 4    | 11:31         |
| Auswärtsspiele (A)             | 6   | 0   | 0    | 6    | 08:41         |
| Gesamt                         | 12  | 0   | 1    | 11   | 22:77         |

### Austragungsorte
| Austragungsort | Land    | Sp. | Sg. | Uts. | Ndl. | Torverhältnis |
| -------------- | ------- | --- | --- | ---- | ---- | ------------- |
| Luanda         | Angola  | 1   | 0   | 0    | 1    | 1:7           |
| Sabha          | Libyen  | 3   | 0   | 0    | 3    | 07:24         |
| Tripolis       | Libyen  | 7   | 0   | 1    | 6    | 11:41         |
| Yaoundé        | Kamerun | 1   | 0   | 0    | 1    | 3:5           |
| Gesamt         | Gesamt  | 12  | 0   | 1    | 11   | 22:77         |

### Spielergebnisse
|      | Gegentore | Gegentore | Gegentore | Gegentore | Gegentore | Gegentore | Gegentore | Gegentore | Gegentore | Gegentore | Gegentore | Gegentore | Gegentore |
| Tore | 0         | 1         | 2         | 3         | 4         | 5         | 6         | 7         | 8         | 9         | 10        | 11        | 12        |
| ---- | --------- | --------- | --------- | --------- | --------- | --------- | --------- | --------- | --------- | --------- | --------- | --------- | --------- |
| 0    | -         | -         | -         | 1         | -         | -         | -         | -         | -         | -         | -         | -         | -         |
| 1    | -         | -         | -         | -         | 2         | -         | -         | 2         | 2         | -         | -         | -         | -         |
| 2    | -         | -         | -         | -         | -         | -         | 1         | -         | -         | -         | -         | -         | -         |
| 3    | -         | -         | -         | 1         | -         | 1         | -         | -         | -         | -         | 1         | -         | -         |
| 4    | -         | -         | -         | -         | -         | -         | -         | -         | -         | -         | -         | -         | -         |
| 5    | -         | -         | -         | -         | -         | -         | -         | -         | -         | -         | -         | -         | 1         |